# Micrathena tziscao
Micrathena tziscao là một loài nhện trong họ Araneidae.
Loài này thuộc chi Micrathena. Micrathena tziscao được Herbert Walter Levi miêu tả năm 1985.